# ابراهیم کارخانه
ابراهیم کارخانه ای، نمایندهٔ دورهٔ نهم مجلس شورای اسلامی و عضو کمیسیون انرژی مجلس شورای اسلامی از حوزهٔ انتخابیهٔ همدان و فامنین در استان همدان است.